# 그로우 하우스
그로우 하우스(Grow House)는 미국에서 제작된 DJ 푸 감독의 2017년 코미디 영화이다. 말콤 맥도웰 등이 주연으로 출연하였다.

## 출연

### 주연
- 말콤 맥도웰
- 스눕 독
- 드레이 데이비스
- 릴 듀발
- 페이즌 러브

### 조연
- 줄레이 헤나오
- 라퀠 리